# Бангура, Исмаэль
Исмаэ́ль Бангура́ (фр. Ismaël Bangoura; 2 января 1985, Конакри, Гвинея) — гвинейский футболист, нападающий. Выступал за национальную сборную Гвинеи.

## Карьера

### Клубная
Родился в футбольной семье (дядя был футболистом, затем тренером сборной). В 18 лет перебрался во Францию. Первой командой стал корсиканский «Газелек» из Аяччо, который в то время выступал в третьем дивизионе чемпионата Франции. После того как продемонстрировал прекрасную игру и хорошую результативность, Бангура был замечен скаутами «Ле-Мана». В первом сезоне в элитном дивизионе провёл 23 матча и забил 6 голов. Но по-настоящему проявил себя в следующем сезоне, когда с 12 мячами в 33 играх стал третьим бомбардиром французского чемпионата.
Летом 2007 года за 6,5 миллионов евро Бангура перешёл в киевское «Динамо», где получил «шевченковский» десятый номер. Гвинеец заявил, что намерен забить 20 мячей в первом же сезоне, и в первом своём матче в основном составе сделал хет-трик. Во всех турнирах сезона 2007/08 он забил 21 мяч и стал лучшим бомбардиром команды. В сезоне 2008/09 отметился 19 голами за киевлян во всех турнирах.
2 июля 2009 года перешёл во французский клуб «Ренн» за 11 миллионов евро. Первый матч сезона 2009/10 провёл 8 августа 2009 года против команды «Булонь». На 7-й минуте встречи Бангура забил свой первый гол за «Ренн», который стал первым голом команды в сезоне.
31 января 2012 года игрок подписал контракт с французским клубом «Нант» сроком до 30 июня 2014 года.

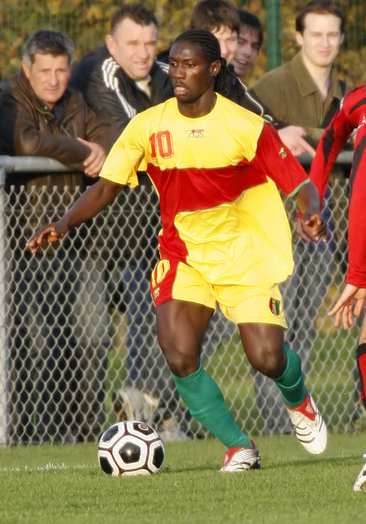
Бангура в составе сборной Гвинеи

3 сентября 2012 года Бангура вылетел в Ростов для прохождения медосмотра и подписания соглашения с одноименным клубом сроком на два года. 10 сентября 2012 года игрок перешёл в катарский клуб «Умм-Салаль» на правах аренды до конца сезона 2012/13 с возможным правом выкупа.
В январе 2016 года стал игроком саудовского клуба «Аль-Раед».

### Международная
Исмаэль считался одним из лидеров своей национальной сборной. 
Играл за сборную Гвинеи в финальных стадиях Кубка африканских наций. В 2006 году, сборная выбыла в четвертьфинале, проиграв Сенегалу со счетом 2:3. Позже он представлял Гвинею на турнире в 2008 и 2012 году. 
Бангура отказался от места в составе национальной сборной на Кубке африканских наций 2015 года, чтобы сосредоточиться на своей клубной карьере.

## Достижения
«Динамо» (Киев)
- Чемпион Украины: 2008/09
- Обладатель Суперкубка Украины: 2007